# Barania kotlina
Barania kotlina ( polsky Barania Kotlina tvoří horní část Velké Zmrzlej doliny pod Baraními rohy, Čiernými vežami a Čiernym štítem. Severovýchodní boční hřeben Pyšného štítu ji odděluje od sousední Medené kotliny. Nachází se ve výšce přibližně 2150 - 2250 m n. m. 

## Název
Je odvozen od polohy pod Baraními rohy. 

## Turistika
Kotlina není přístupná pro turisty.